# Infurcitinea belviella
Infurcitinea belviella är en fjärilsart som beskrevs av Reinhardt Gaedike 1980. Infurcitinea belviella ingår i släktet Infurcitinea och familjen äkta malar. Inga underarter finns listade i Catalogue of Life.